# Saint-Loup-sur-Aujon
Pour les articles homonymes, voir Saint-Loup et Aujon (homonymie).
Saint-Loup-sur-Aujon est une commune française située dans le département de la Haute-Marne, en région Grand Est. En 1972, les communes de Courcelles-sur-Aujon et Ériseul ont fusionné avec Saint-Loup-sur-Aujon.

## Géographie
| Giey-sur-Aujon |                      | Ternat       |
|                | Saint-Loup-sur-Aujon | Vauxbons     |
| Arbot          | Bay-sur-Aube         | Rochetaillée |

### Hydrographie
La commune est dans la région hydrographique « la Seine de sa source au confluent de l'Oise (exclu) » au sein du bassin Seine-Normandie. Elle est drainée par l'Aujon, le cours d'eau 01 de Charmoille, le Fossé 01 de la Combe des Riots, le Fossé 01 de la Combe Périmorond, l'Aujon, le ruisseau de l'Étang, le ruisseau d'Erelles et divers autres petits cours d'eau,.
L'Aujon, d'une longueur de 68 km, prend sa source dans la commune de Perrogney-les-Fontaines et se jette  dans l'Aube à Longchamp-sur-Aujon, après avoir traversé 17 communes. Les caractéristiques hydrologiques de l'Aujon sont données par la station hydrologique située sur la commune. Le débit moyen mensuel est de 0,623 m3/s. Le débit moyen journalier maximum est de 19,2 m3/s, atteint lors de la crue du 4 mai 2013. Le débit instantané maximal est quant à lui de 20,5 m3/s, atteint le même jour.

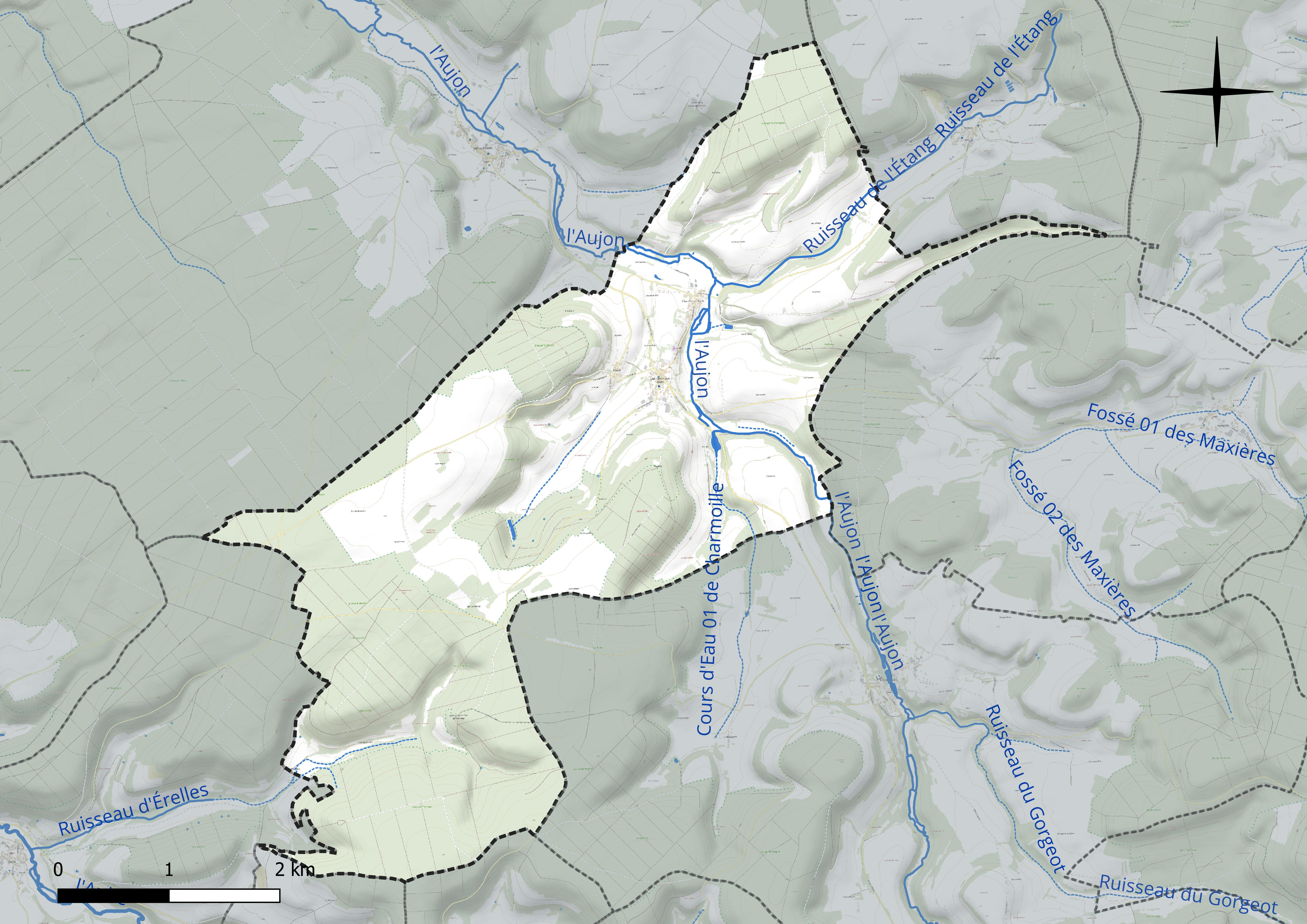
Réseau hydrographique de Saint-Loup-sur-Aujon.

### Climat
Pour des articles plus généraux, voir Climat du Grand Est et Climat de la Haute-Marne.
En 2010, le climat de la commune est de type climat des marges montargnardes, selon une étude du Centre national de la recherche scientifique s'appuyant sur une série de données couvrant la période 1971-2000. En 2020, Météo-France publie une typologie des climats de la France métropolitaine dans laquelle la commune est exposée à un climat océanique altéré et est dans la région climatique  Lorraine, plateau de Langres, Morvan, caractérisée par un hiver rude (1,5 °C), des vents modérés et des brouillards fréquents en automne et hiver. 
Pour la période 1971-2000, la température annuelle moyenne est de 9,9 °C, avec une amplitude thermique annuelle de 16,7 °C. Le cumul annuel moyen de précipitations est de 918 mm, avec 13 jours de précipitations en janvier et 8,4 jours en juillet. Pour la période 1991-2020, la température moyenne annuelle observée sur la station météorologique installée sur la commune est de 10,5 °C et le cumul annuel moyen de précipitations est de 918,0 mm. 
La température maximale relevée sur cette station est de 39,9 °C, atteinte le 25 juillet 2019 ; la température minimale est de −22 °C, atteinte le 20 décembre 2009,,. 
| Mois                                  | jan.           | fév.           | mars           | avril         | mai           | juin          | jui.          | août          | sep.          | oct.          | nov.           | déc.          | année     |
| ------------------------------------- | -------------- | -------------- | -------------- | ------------- | ------------- | ------------- | ------------- | ------------- | ------------- | ------------- | -------------- | ------------- | --------- |
| Température minimale moyenne (°C)     | −0,6           | −0,8           | 0,7            | 3,1           | 6,6           | 10,2          | 11,8          | 11,7          | 8             | 6,2           | 3,2            | 0,6           | 5,1       |
| Température moyenne (°C)              | 2,5            | 3,3            | 6,2            | 9,8           | 13,1          | 16,9          | 19            | 18,7          | 14,8          | 11,1          | 6,9            | 3,8           | 10,5      |
| Température maximale moyenne (°C)     | 5,6            | 7,3            | 11,8           | 16,5          | 19,6          | 23,6          | 26,3          | 25,8          | 21,6          | 16            | 10,7           | 7             | 16        |
| Record de froid (°C) date du record   | −14,9 17.01.13 | −17,5 12.02.12 | −11,3 12.03.10 | −7,9 04.04.22 | −3 03.05.21   | 0,2 05.06.09  | 2,1 03.07.11  | 1,8 26.08.18  | −1,9 20.09.12 | −7,5 29.10.12 | −11,8 30.11.10 | −22 20.12.09  | −22 2009  |
| Record de chaleur (°C) date du record | 16,2 01.01.22  | 24,3 27.02.19  | 26,4 31.03.21  | 27,7 20.04.18 | 31,9 24.05.09 | 36,7 18.06.22 | 39,9 25.07.19 | 37,7 04.08.22 | 33,8 11.09.23 | 30,2 09.10.23 | 22,8 02.11.20  | 16,4 17.12.19 | 39,9 2019 |
| Précipitations (mm)                   | 80,4           | 67,7           | 76,3           | 59,2          | 91,3          | 83,9          | 66,1          | 68            | 63,2          | 76            | 86,4           | 99,5          | 918       |

| Diagramme climatique                                  |             |             |             |             |              |              |            |           |         |             |          |
| J                                                     | F           | M           | A           | M           | J            | J            | A          | S         | O       | N           | D        |
| 5,6−0,680,4                                           | 7,3−0,867,7 | 11,80,776,3 | 16,53,159,2 | 19,66,691,3 | 23,610,283,9 | 26,311,866,1 | 25,811,768 | 21,6863,2 | 166,276 | 10,73,286,4 | 70,699,5 |
| Moyennes : • Temp. maxi et mini °C • Précipitation mm |             |             |             |             |              |              |            |           |         |             |          |

Les paramètres climatiques de la commune ont été estimés pour le milieu du siècle (2041-2070) selon différents scénarios d'émission de gaz à effet de serre à partir des nouvelles projections climatiques de référence DRIAS-2020. Ils sont consultables sur un site dédié publié par Météo-France en novembre 2022.

## Urbanisme

### Typologie
Au 1er janvier 2024, Saint-Loup-sur-Aujon est catégorisée commune rurale à habitat dispersé, selon la nouvelle grille communale de densité à sept niveaux définie par l'Insee en 2022.
Elle est située hors unité urbaine. Par ailleurs la commune fait partie de l'aire d'attraction de Chaumont, dont elle est une commune de la couronne,. Cette aire, qui regroupe 112 communes, est catégorisée dans les aires de 50 000 à moins de 200 000 habitants,.

### Occupation des sols
L'occupation des sols de la commune, telle qu'elle ressort de la base de données européenne d’occupation biophysique des sols Corine Land Cover (CLC), est marquée par l'importance des forêts et milieux semi-naturels (52,6 % en 2018), une proportion identique à celle de 1990 (52,6 %). La répartition détaillée en 2018 est la suivante : 
forêts (52,6 %), terres arables (28,4 %), prairies (12,3 %), zones agricoles hétérogènes (5,3 %), zones urbanisées (1,3 %). L'évolution de l’occupation des sols de la commune et de ses infrastructures peut être observée sur les différentes représentations cartographiques du territoire : la carte de Cassini (XVIIIe siècle), la carte d'état-major (1820-1866) et les cartes ou photos aériennes de l'IGN pour la période actuelle (1950 à aujourd'hui).

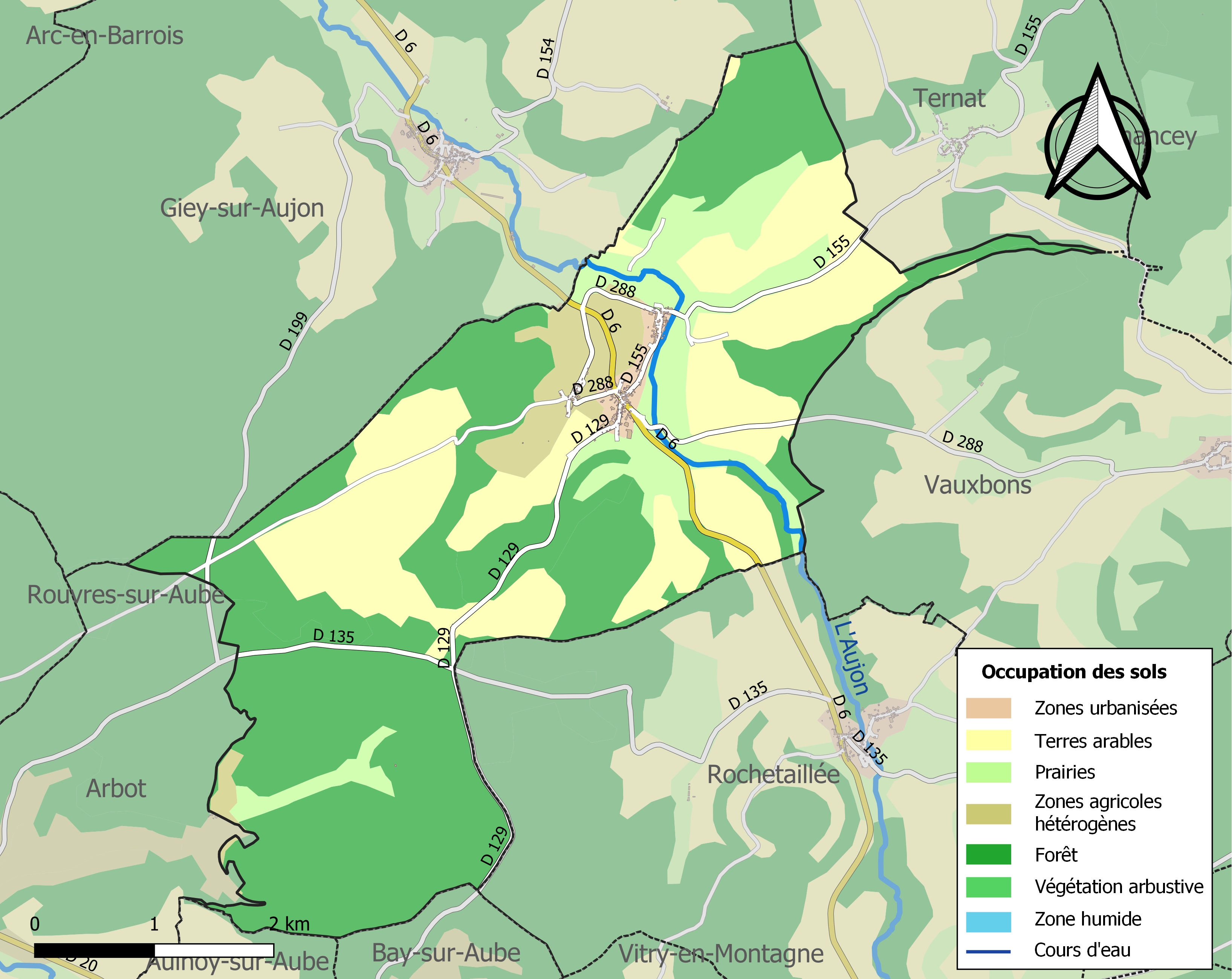
Carte des infrastructures et de l'occupation des sols de la commune en 2018 (CLC).

## Histoire
Courcelles fut jusqu'au XVIIIe siècle le centre d'une baronnie, Courcelotte. En 1245, Simon de Châteauvillain fait construire, au bord de l'Aujon, un château fort entouré de larges fossés. Le puissant baron de Courcelotte est aussi seigneur de Ternat et de Chameroy. Pendant des siècles, ce château est occupé par les seigneurs de Plaine, puis par la famille de Saulx, tous vassaux du seigneur d'Arc-en-Barrois. Le dernier propriétaire est, en 1789, le duc de Penthièvre. La baronnie de Courcelotte fait partie de la Bourgogne.
En 1377, une charte d'affranchissement est donnée à Saint-Loup-sur-Aujon. Elle fut abandonnée en 1470 à cause des guerres.

## Politique et administration
| Période                                  | Période  | Identité       | Étiquette | Qualité |
| ---------------------------------------- | -------- | -------------- | --------- | ------- |
| mars 2001                                |          | Jean Deschanet |           |         |
|                                          | En cours | Claire Colliat |           |         |
| Les données manquantes sont à compléter. |          |                |           |         |

## Population et société

### Démographie

#### Évolution démographique
L'évolution du nombre d'habitants est connue à travers les recensements de la population effectués dans la commune depuis 1800. Pour les communes de moins de 10 000 habitants, une enquête de recensement portant sur toute la population est réalisée tous les cinq ans, les populations de référence des années intermédiaires étant quant à elles estimées par interpolation ou extrapolation. Pour la commune, le premier recensement exhaustif entrant dans le cadre du nouveau dispositif a été réalisé en 2004.

En 2022, la commune comptait 129 habitants, en évolution de −13,42 % par rapport à 2016 (Haute-Marne : −4,62 %, France hors Mayotte : +2,11 %).
| 1800 | 1806 | 1821 | 1831 | 1836 | 1841 | 1846 | 1851 | 1856 |
| ---- | ---- | ---- | ---- | ---- | ---- | ---- | ---- | ---- |
| 160  | 160  | 192  | 203  | 214  | 233  | 269  | 276  | 276  |

| 1861 | 1866 | 1872 | 1876 | 1881 | 1886 | 1891 | 1896 | 1901 |
| ---- | ---- | ---- | ---- | ---- | ---- | ---- | ---- | ---- |
| 270  | 310  | 252  | 286  | 267  | 262  | 243  | 287  | 263  |

| 1906 | 1911 | 1921 | 1926 | 1931 | 1936 | 1946 | 1954 | 1962 |
| ---- | ---- | ---- | ---- | ---- | ---- | ---- | ---- | ---- |
| 182  | 168  | 207  | 223  | 194  | 213  | 213  | 183  | 122  |

| 1968 | 1975 | 1982 | 1990 | 1999 | 2004 | 2006 | 2009 | 2014 |
| ---- | ---- | ---- | ---- | ---- | ---- | ---- | ---- | ---- |
| 105  | 178  | 196  | 180  | 144  | 153  | 158  | 170  | 147  |

| 2019 | 2022 | - | - | - | - | - | - | - |
| ---- | ---- | - | - | - | - | - | - | - |
| 129  | 129  | - | - | - | - | - | - | - |

## Lieux et monuments

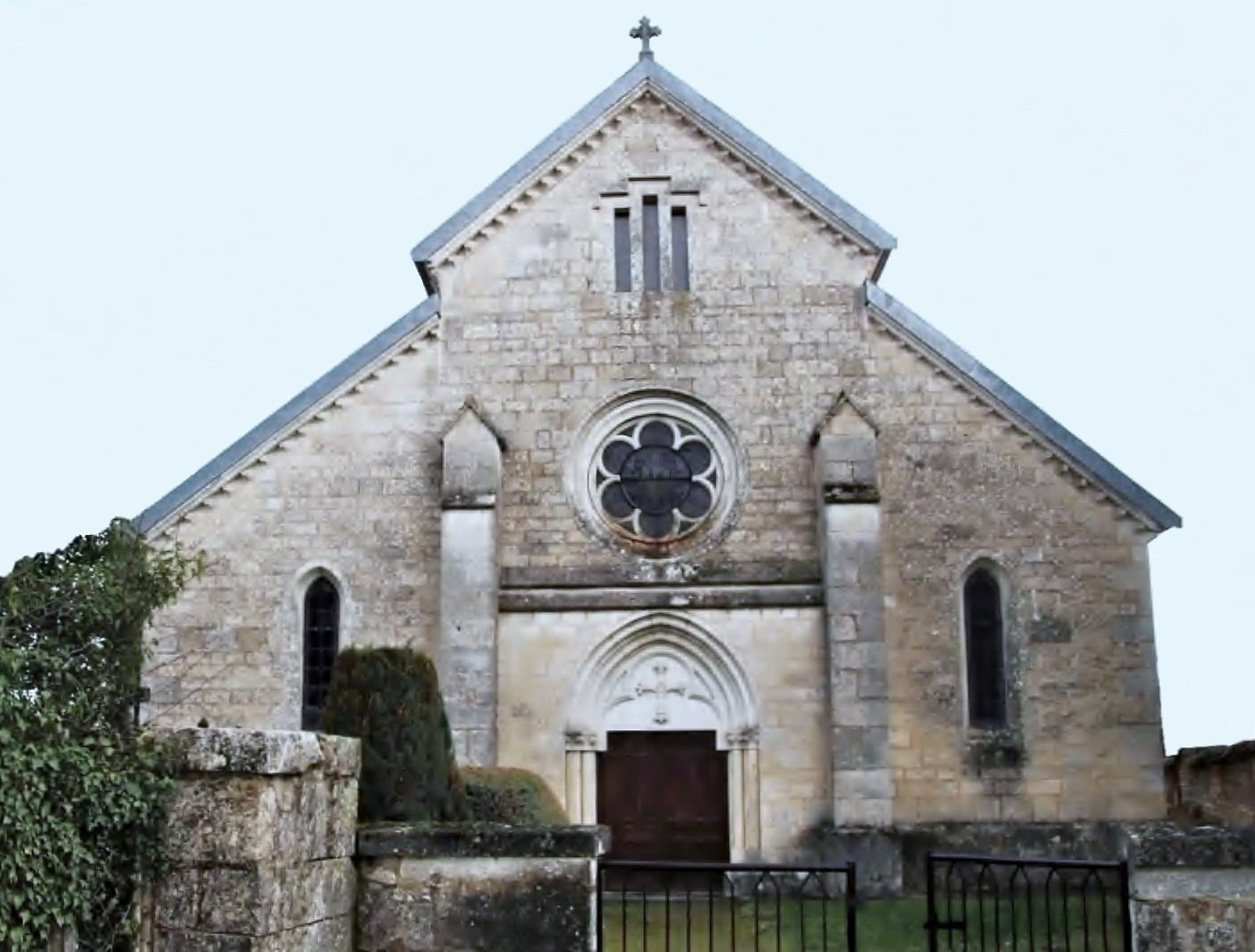
l'église de Saint-Loup

- Vestiges du château fort de Courcelles-sur-Aujon (contreforts).
- Couvent de l'Incarnation de Saint-Loup[19]. Le couvent est fondé en 1836 par Aspasie Petit (1799-1877) en religion Mère Marie de Jésus, fondatrice des Filles du Cœur-Immaculé de Marie à Saint-Loup-sur-Aujon. La congrégation fusionne en 1966 avec les Filles de la Sagesse[20].
- L'église de Saint-Loup.

## Personnalités liées à la commune
- Pierre Bizot de Fonteny (1825-1908), maire de Courcelles-sur-Aujon de 1867 à 1870, et ancien sénateur de la Haute-Marne, repose dans le cimetière attenant à l'église du village.